# Artem Boutsky
Artem Boutsky, né le 24 août 1981 à Poltava, dans la République socialiste soviétique d'Ukraine, est un ancien joueur ukrainien de basket-ball. Il évoluait au poste de meneur.

## Palmarès
- Most Improved Player of the Year 2005
- Coupe d'Ukraine 2013